# Герсбах, Алекс
Александер Джозеф «Алекс» Герсбах (англ. Alexander Joseph "Alex" Gersbach; 8 мая 1997, Оберон, Новый Южный Уэльс, Австралия) — австралийский футболист, защитник шведского клуба «Кальмар» и сборной Австралии.

## Карьера
Свою футбольную карьеру Алекс начинал в клубах «Национальный футбольный тренировочный центр Нового Южного Уэльса» и «Австралийском институте спорта». В июле 2014 года, подписал двухлетний контракт с «Сиднеем». Его дебют за новую команду состоялся 11 октября 2014 года, в матче против «Мельбурн Сити».
В 2016 году Герсбах решает покинуть «Сидней», за который он отыграл более тридцати матчей и переходит в норвежский клуб «Русенборг», подписав трёхлетний контракт. В новой команде Алекс взял себе номер «20». Сумма трансфера молодого австралийского защитника составила 500 000 тыс. евро.
22 января 2018 года Герсбах был арендован французским «Лансом» на шесть месяцев с опцией выкупа и подписания трёхлетнего контракта.
23 января 2019 года Герсбах перешёл в нидерландский «НАК Бреда», подписав контракт на 2,5 года.
8 июля 2019 года Герсбах перешёл в датский «Орхус», подписав трёхлетний контракт.
31 августа 2021 Герсбах подписал двухлетний контракт с французским «Греноблем».
30 января 2023 года Герсбах перешёл в клуб MLS «Колорадо Рэпидз», подписав трёхлетний контракт с опцией продления ещё на один год. В высшей лиге США дебютировал 26 февраля 2023 года в матче стартового тура сезона против «Сиэтл Саундерс». 23 февраля 2024 года «Колорадо Рэпидз» отчислил Герсбаха.
21 марта 2024 года на правах свободного агента перешёл в клуб шведского Аллсвенскан «Кальмар», подписав контракт до осени 2025 года.

## Клубная статистика
| Клуб                          | Сезон            | Чемпионат | Чемпионат | Кубок | Кубок | Еврокубки | Еврокубки | Итого | Итого |
| Клуб                          | Сезон            | Игры      | Голы      | Игры  | Голы  | Игры      | Голы      | Игры  | Голы  |
| ----------------------------- | ---------------- | --------- | --------- | ----- | ----- | --------- | --------- | ----- | ----- |
| Австралийский институт спорта |                  |           |           |       |       |           |           |       |       |
| 2013                          | 16               | 1         | 0         | 0     | 0     | 0         | 16        | 1     |       |
| Сидней                        |                  |           |           |       |       |           |           |       |       |
| 2014/15                       | 22               | 0         | 2         | 0     | 0     | 0         | 24        | 0     |       |
| 2015/16                       | 10               | 0         | 0         | 0     | 0     | 0         | 10        | 0     |       |
| Русенборг                     |                  |           |           |       |       |           |           |       |       |
| 2016                          | 19               | 0         | 5         | 0     | 3     | 0         | 27        | 0     |       |
| 2017                          | 14               | 0         | 4         | 0     | 2     | 0         | 20        | 0     |       |
| Всего за карьеру              | Всего за карьеру | 80        | 1         | 11    | 0     | 5         | 0         | 96    | 1     |

## Достижения
«Русенборг»
- Чемпион Норвегии (2): 2016, 2017
- Обладатель Кубка Норвегии: 2016
- Обладатель Суперкубка Норвегии: 2017